# Upstate Medical University Arena
Le Upstate Medical University Arena (auparavant le Onondaga War Memorial et le Oncenter War Memorial Arena) est une salle omnisports située à Syracuse dans l'État de New York. Il a été construit en 1951. Sa capacité est de 8000 places et de 6230 places pour les matchs de hockey sur glace.
Le Upstate Medical University Arena est la salle du Crunch de Syracuse de la Ligue américaine de hockey. Il a également accueilli les matchs des Nationals de Syracuse en NBA et d'anciennes équipes de Ligue américaine de hockey, dont les Eagles de Syracuse et les Firebirds de Syracuse.
Il accueille des événements du World Wrestling Entertainment.
Le Upstate Medical University Arena a été rénové deux fois; en 1994 et en 2018.

## Cinéma
En 1977, l'aréna a été utilisé pour le tournage du film sportif Slap Shot où s'est déroulée la fameuse scène d'une bagarre entre les joueurs des Chiefs de Charlestown et les spectateurs dans les estrades.

## Événements
- NBA All-Star Game 1961
- World Wrestling Entertainment